# The Big Sky (chanson)
Pour un article plus général, voir Discographie et vidéographie de Kate Bush.
Singles de Kate Bush
Hounds of Love
(1986) Don't Give Up
(1986)
Pistes de Hounds of Love
Hounds of Love Mother Stands For Comfort
The Big Sky est une chanson de l'auteur-compositeur-interprète Kate Bush, sortie en 1986 ; c'est le quatrième et dernier single extrait de son album Hounds of Love. Le single est entré dans le Top 40 du classement des singles au Royaume-Uni, à la 37e place.